# La Almenara
El monte de La Almenara (1259 m de altura) se encuentra situado en la sierra de Guadarrama Occidental, y es el segundo en altitud del municipio de Robledo de Chavela (Comunidad de Madrid, España), tras el monte de San Benito. Es el monte más meridional de la sierra de Guadarrama.
En su cumbre hay unos restos arqueológicos, datados de época musulmana, en los cuales se encendían hogueras para avisar a Toledo de que se aproximaban tropas de los reinos cristianos para atacar. Su nombre procede del árabe al manara, "el lugar de la luz".
Entre este monte y el colindante del Almojón, discurre el camino hacia la ermita de Navahonda, ruta turística.
Se puede acceder a La Almenara, desde Robledo de Chavela, partiendo de la avenida de Nuestra Señora de Navahonda, y continuando por el camino de Navahonda, una vez sobrepasadas las últimas casas (sendero GR-10, de Valencia a Lisboa).
Existe también la Leyenda del Moro de La Almenara: muchos excursionistas cuentan que, algunas tardes, cercana ya la noche, se han visto resplandores en su cumbre, que sería la hoguera que encendería al anochecer un misterioso moro fantasma.